# Acrocercops clepsinoma
Acrocercops clepsinoma är en fjärilsart som beskrevs av Edward Meyrick 1916. Acrocercops clepsinoma ingår i släktet Acrocercops och familjen styltmalar. Inga underarter finns listade i Catalogue of Life.